# Nur (plaats)
Nur is een dorp in het Poolse woiwodschap Mazovië, in het district Ostrowski (Mazovië). De plaats maakt deel uit van de gemeente Nur en telt 760 inwoners.

## Inwoners
Hieronder is de evolutie van inwoneraantal te zien.